# Stanze (Massimo Volume)
Stanze è il primo album in studio del gruppo italiano Massimo Volume, pubblicato nel 1993 dalla Underground Records.

## Il disco
Stanze è stato registrato e mixato nel 1993 allo Studio Rockhouse di Modena. Si tratta dell'unico album dei Massimo Volume che vede la partecipazione di Umberto Palazzo, membro fondatore che lasciò il gruppo prima della pubblicazione del disco per dare vita al Santo Niente. Vi hanno collaborato Manuel Giannini alla chitarra e Vanessa Bravi al piano. La grafica è stata curata da Stefano Domizi, con foto di Roland Schneider e Paolo Angelini.
La produzione artistica è di Manuel Giannini, quella esecutiva di Underground Records.
Il disco contiene 13 brani in 11 tracce: le tracce 6 (Vedute dallo Spazio - Ororo) e 11 (Tarzan - Cinque Strade) includono ciascuna due brani.
Due brani erano già presenti in Demo Nero, il primo demo del gruppo registrato nel 1992: 15 Di Agosto, col titolo di La Processione della Madonna dei Porci e Ororo (incluso nella traccia 6: Vedute dallo Spazio - Ororo).
Stanze vuote contiene un frammento dell'Opera n° 6 di Anton Webern.
Il disco è stato ristampato autonomamente dalla band nel 2010 e a fine 2019 dalla 42Records.
L'album è presente nella classifica dei 100 dischi italiani più belli di sempre secondo Rolling Stone Italia alla posizione numero 18.

## Tracce
Testi e musiche di Massimo Volume, eccetto dove indicato.
1. Stanze – 2:26
2. Insetti – 2:12 (Massimo Volume, Umberto Palazzo)
3. Un sapore, tutto qui – 2:21 (Massimo Volume, Palazzo)
4. Sfogliando "L'amore è un cane che viene dall'inferno" – 1:12
5. Ronald, Tomas e io – 3:24
6. Vedute dallo Spazio + Ororo – 6:43
7. Alessandro – 4:24
8. 15 di agosto – 0:59
9. Stanze vuote – 4:15
10. In nome di Dio – 3:17
11. Tarzan + Cinque strade – 8:00 (Massimo Volume, Palazzo) – il testo della traccia è tratto da quello della canzone Cinque strade di Faust'O

## Formazione
Gruppo
- Emidio Clementi – voce e basso elettrico
- Egle Sommacal – chitarra
- Vittoria Burattini – batteria e voce
- Gabriele Ceci – chitarra

Altri musicisti
- Umberto Palazzo – chitarra e voce
- Manuel Giannini – chitarra in Stanze vuote
- Vanessa Bravi – pianoforte in Sfogliando "L'amore è un cane che viene dall'inferno"